# 電子光学
電子光学（でんしこうがく、英語: Electron optics）は、幾何光学を電子線に適用した分野で電子線を静電場や磁場で制御して収束するために使用される。

## 概要
電子の加速電圧が高ければ電子線の波長が短くなる。ザイデルの5収差に相当する収差が電子光学にもある。
電子レンズを使用して収束する。光学レンズとは異なり、電子に対するレンズは凸レンズしかないことが知られており、収差の補正に利用する場合には選択肢が限られる。

## 応用分野
- 電子顕微鏡
- 陰極線管
- 電子線描画装置
- EPMA
- 撮像管